# Alfred Barton Rendle
Alfred Barton Rendle, född den 19 januari 1865 i Lewisham, död den 11 januari 1938 i Leatherhead, var en brittisk botaniker som var specialiserad på ormbunksväxter, alger och fröväxter.  Han var chef för den botaniska avdelningen vid Natural History Museum mellan 1906 och 1930.
Rendle var ordförande för Quekett Microscopical Club mellan 1916 och 1921 samt för Linnean Society mellan 1923 och 1927. Den 6 maj 1909 blev han Fellow of the Royal Society
Auktorsnamnet Rendle kan användas för Alfred Barton Rendle i samband med ett vetenskapligt namn inom botaniken; se Wikipediaartiklar som länkar till auktorsnamnet.
|  | Wikispecies har information om Alfred Barton Rendle. |